# Tamba andrica
Tamba andrica là một loài bướm đêm trong họ Noctuidae.